# 2013 год в театре

## События
- 16 апреля — в Музыкальном театре им. Станиславского и Немировича-Данченко прошла церемония вручения премии «Золотая маска». Среди победителей были Светлана Немоляева, Ильдар Абдразаков, Дмитрий Черняков, Теодор Курентзис, Диана Вишнёва.
- 28 апреля — в Королевском театре Ковент-Гарден (Лондон) прошла церемония вручения премии Лоренса Оливье. Лучшей пьесой была признана «Загадочное ночное убийство собаки», завоевавшая 7 наград из 8 номинаций, что явилось рекордным количеством премий для драматической постановки[1].
- 28 апреля — на телеканале France 2 состоялось объявление лауреатов «Театральной премии», единственной в своём роде награды, призванной заменить высшую французскую театральную премию «Мольер». Объявление проходило в необычном формате из-за разногласий учредителей «Мольера» и руководителей некоторых негосударственных театров Франции, произошедших в 2011 году и повлиявших на вручение премий 2012 и 2013 годов.[2]
- 9 июня — в концертном зале «Радио Сити Мьюзик Холл» (Нью-Йорк) прошла 67-я церемония вручения премии «Тони», на которой новый мюзикл «Чумовые боты» завоевал 6 премии из 13 номинаций. Лучшей новой пьесой была названа «Ваня, Соня, Маша и Спайк», лучшей возрождённой пьесой — «Кто боится Вирджинии Вулф?».[3] Исполнительницы главной роли в мюзикле «Матильда» София Геннуза, Уна Лоуренс, Бэйли Рион и Милли Шапиро получили Премию за достижение в театральной сфере, поскольку не квалифицировались в категорию Премия "Тони" за лучшую женскую роль в мюзикле.[4]

## Фестивали
- 19-й фестиваль «Золотая маска» прошёл в Москве c 28 января по 15 апреля 2013 года.
- Эрбильский международный театральный фестиваль в Эрбиле (Курдистан, Ирак, октябрь)

## Скончались
- 16 января — Перретт Прадье, французская актриса театра и кино.
- 4 марта — Жером Савари, французский театральный режиссёр и директор театров.
- 17 марта — Розин Деламар, французский художник по костюмам.
- 11 апреля — Мария Толчиф, первая американская прима-балерина.
- 12 апреля — Нодар Изетович Шашик-оглы, азербайджанский актёр театра и кино, народный артист Азербайджана и России.
- 15 апреля — Жанна Владимировна Виноградова, бывший художественный руководитель рязанского областного театра драмы, народная артистка России.
- 16 апреля — Юрий Лазаревич Попов, советский и российский певец (баритон), театральный режиссёр, народный артист СССР.
- 27 апреля — Владимир Николаевич Коваль, актёр театра им. Е. Вахтангова, заслуженный артист Российской Федерации.
- 9 мая — Отар Вахтангович Мегвинетухуцеси, советский и грузинский актёр театра и кино, народный артист СССР.
- 11 мая — Олег Тимофеевич Хабалов, актёр театра «Ромэн» и кино, заслуженный артист России, народный артист Республики Северная Осетия-Алания.
- 13 мая — Юрий Андреевич Платонов, российский актёр театра и кино, заслуженный артист РСФСР.
- 22 мая — Нора Абрамовна Райхштейн, российский театральный режиссёр.
- 2 июня — Ярослав Павлович Барышев, ведущий актёр Малого театра, лауреат Государственной премии РСФСР имени К. С. Станиславского, народный артист России.
- 8 июня — Ольга Борисовна Прохватыло, российская актриса театра и кино.
- 11 июня — Антон Валерьевич Кузнецов, российский режиссёр и актёр, главный режиссёр Саратовского театра драмы (1998—2004).
- 1 июля — Пётр Львович Монастырский, театральный режиссёр, актёр, педагог; народный артист СССР, лауреат Госпремии СССР (1986).
- 22 июля — Валери Ланг, французская актриса театра и кино.
- 25 августа — Лилия Михайловна Толмачёва, советская и российская актриса театра и кино, режиссёр, народная артистка РСФСР.
- 26 августа — Дмитрий Иванович Барков, актёр театра имени Ленсовета, народный артист РСФСР.
- 10 сентября — Ольга Алексеевна Симонова, актриса и бывший директор Кировского театра на Спасской, народная артистка РСФСР.
- 12 сентября — Отто Зандер, немецкий актёр театра и кино.
- 26 сентября — Сос Саркисян, советский и армянский актёр театра и кино, народный артист СССР.
- 7 октября — Патрис Шеро, французский режиссёр театра и кино.
- 28 ноября — Жан-Луи Ру, канадский актёр и режиссёр театра.